# Afonso Martins
Pour les articles homonymes, voir Martins.
Afonso Martins, de son nom complet Afonso Paulo Martins de Agra, est un footballeur portugais né le 11 avril 1973 à Póvoa de Varzim. Il évoluait au poste de milieu offensif.

## Biographie
Il participe aux Jeux olympiques de 1996 avec le Portugal. L'équipe se classe quatrième de la compétition.

## Carrière
- 1991-1995 :  AS Nancy-Lorraine
- 1995-2002 :  Sporting Portugal
- 2001-2002 :  Sporting Portugal B
- 2002-2003 :  Moreirense FC
- 2003-2004 :  Vitória Guimarães
- 2004-2005 :  Moreirense FC
- 2006-2007 :  FC Lixa[1],[2],[3]

## En club
Avec le Sporting Portugal :
- Champion du Portugal en 2000 et 2002
- Vainqueur de la Supercoupe du Portugal en 1995

### En sélection
- Quatrième des Jeux olympiques 1996